# York Alexander von Wendland
York Alexander von Wendland (* 1. Oktober 1907 im Schloss Bernried, Bezirksamt Weilheim in Oberbayern; † 17. Juli 1991 in Münsing, Landkreis Bad Tölz-Wolfratshausen) war ein deutscher Diplomat. Er war Botschafter der Bundesrepublik Deutschland in Südvietnam, Senegal und Malta.

## Leben
Sein Vater war der königlich bayerische Rittmeister Alexander von Wendland. Die von Wendlands stammen ursprünglich aus Mecklenburg, was 1853 durch die Regierung von Maximilian II mit der Erhebung in den Adelstand von Wendland dokumentiert wurde.
Von Wendland studierte Rechtswissenschaften, trat am 1. Mai 1933 der NSDAP bei (Mitgliedsnummer 2.948.710), absolvierte das erste Juristische Staatsexamen, trat im April 1936 in den auswärtigen Dienst und bestand 1938 die diplomatisch-konsularische Prüfung. Seine Auslandsposten waren das Konsulat in Brünn, und das Generalkonsulat in Batavia. 1940 wurde er als Legationssekretär an die Gesandtschaft des Deutschen Reichs in Bangkok versetzt, wo er im Verlauf des Zweiten Weltkrieges interniert wurde und 1946 nach Deutschland zurückkehrte.
1951 wurde er in den auswärtigen Dienst der Bundesrepublik Deutschland aufgenommen. Er wurde als Konsul an die Botschaft der Bundesrepublik Deutschland in Brüssel versetzt. Von 1953 bis 1955 folgte eine Verwendung in der Zentrale des Auswärtigen Amts in Bonn. Anschließend wurde von Wendland als Legationsrat 1. Klasse nach Karatschi an die Botschaft der Bundesrepublik in Pakistan versetzt. Er fungierte dort als ständiger Vertreter des Botschafters.
Im August 1958 wurde von Wendland als Gesandter der Bundesrepublik in Saigon in der damaligen Republik Vietnam akkreditiert, 1960 erfolgte die Aufwertung zum Botschafter. Diese Position hatte er bis 1964 inne. Am 31. Januar 1964 schlug Charles de Gaulle die Neutralität von Südostasien auf einer Pressekonferenz vor. Bereits zuvor, am 16. Dezember 1963, berichtete von Wendland an das Auswärtige Amt in Bonn von einem Gespräch mit dem neuen Staatspräsidenten von Südvietnam, General Dương Văn Minh. Dieser bedankte sich für eine Kredithilfe, durch die Regierung von Ludwig Erhard. Van Minh behauptete, dass sich die Neutralität in Bezug auf Demokratische Republik Vietnam nicht durchführen lasse. Van Minh bat die Regierung Erhardt auf de Gaulle einzuwirken, von diesem „indiskutablen“ Vorschlag abzurücken. Von Wendland kommentierte diese Bitte, dass vor einer Einwirkung auf de Gaulle die Regierung von Lyndon B. Johnson zu konsultieren sei und dass eine Neutralität der Demokratischen Republik Vietnam die einzige Möglichkeit darstellen könnte, diesen Staat „vorläufig ohne internationalen Krieg zu retten“. Am 14. April 1964 wies die SEATO De Gaulles Vorschlag zurück.
Von Wendland wurde 1964 als Botschafter der Bundesrepublik Deutschland nach Dakar (Senegal) versetzt. Sein letzter diplomatischer Posten war als Botschafter in Malta von 1969 bis zu seinem Eintritt in den Ruhestand 1972.